# Лісна (Люблінське воєводство)
Лісна (або Лісна Підляська, Лесьна-Подляська, пол. Leśna Podlaska) — село в Польщі, у гміні Лісна Більського повіту Люблінського воєводства. Населення — 983 особи (2011).

## Історія
У часи входження до Російської імперії ціле село замешкували виключно православні українці, бо римо-католикам не було дозволено в Лісній ставити домів i купувати землі. Внаслідок час боїв Першої світової війни між російською та австро-угорською арміями, російські війська відступили з Підляшшя та вивезли влітку 1915 року місцеве українське православне населення вглиб Російської імперії.
За німецької окупації під час Другої світової війни у селі діяла українська школа.
У 1975—1998 роках село належало до Білопідляського воєводства.

## Населення
Демографічна структура станом на 31 березня 2011 року:
|          | Загалом | Допрацездатний вік | Працездатний вік | Постпрацездатний вік |
| -------- | ------- | ------------------ | ---------------- | -------------------- |
| Чоловіки | 486     | 117                | 328              | 41                   |
| Жінки    | 497     | 100                | 315              | 82                   |
| Разом    | 983     | 217                | 643              | 123                  |

## Релігія

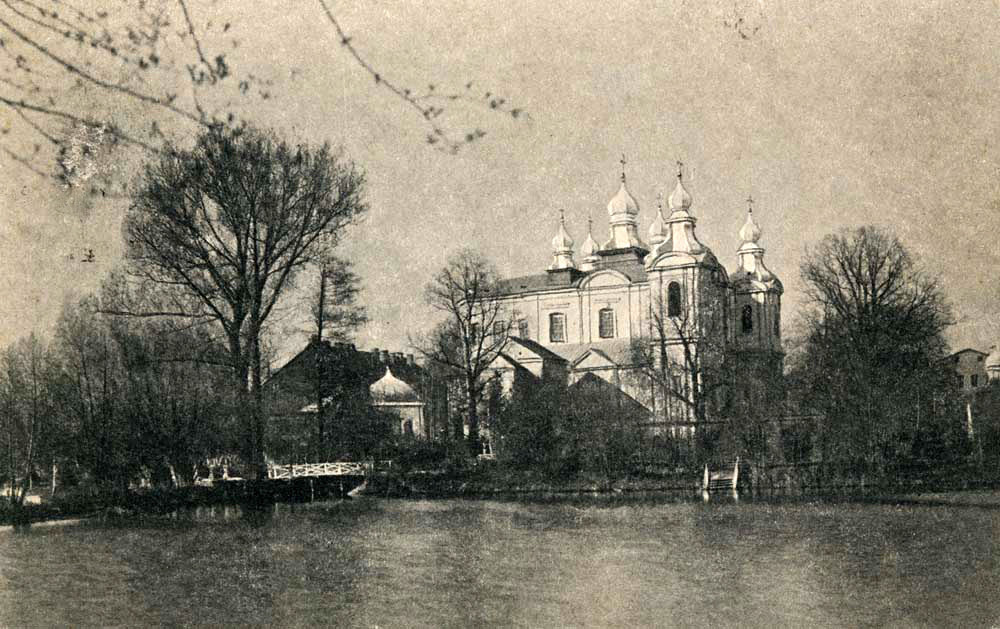
Жіночий православний монастир, 1909 рік

Перші відомості про церкву східного обряду в Лісній походять з XIX століття. У 1872 році до місцевої греко-католицької парафії належало 234 віряни.
У Лісній був колись римо-католицький кляштор, який замінено потім на православний монастир. Ліснянський монастир став визначним вогнищем зросійщення в Холмщині. Влітку 1915 року разом з російським військом виїхали монахині й забрали також загально почитану ікону Богородиці. 16 серпня 1915 року прийшов до Лісної відділ польських легіонерів під проводом капітана Снядовского, які зайняли монастир i церкву та замінили її на римо-католицький костел.
В селі існувала церква Воскресіння Христового, яка була зруйнована в період міжвоєнної Польщі.